# Hypochrysa elegans
Hypochrysa elegans är en insektsart som först beskrevs av Hermann Burmeister 1839.  Hypochrysa elegans ingår i släktet Hypochrysa och familjen guldögonsländor. Inga underarter finns listade i Catalogue of Life.

## Bildgalleri

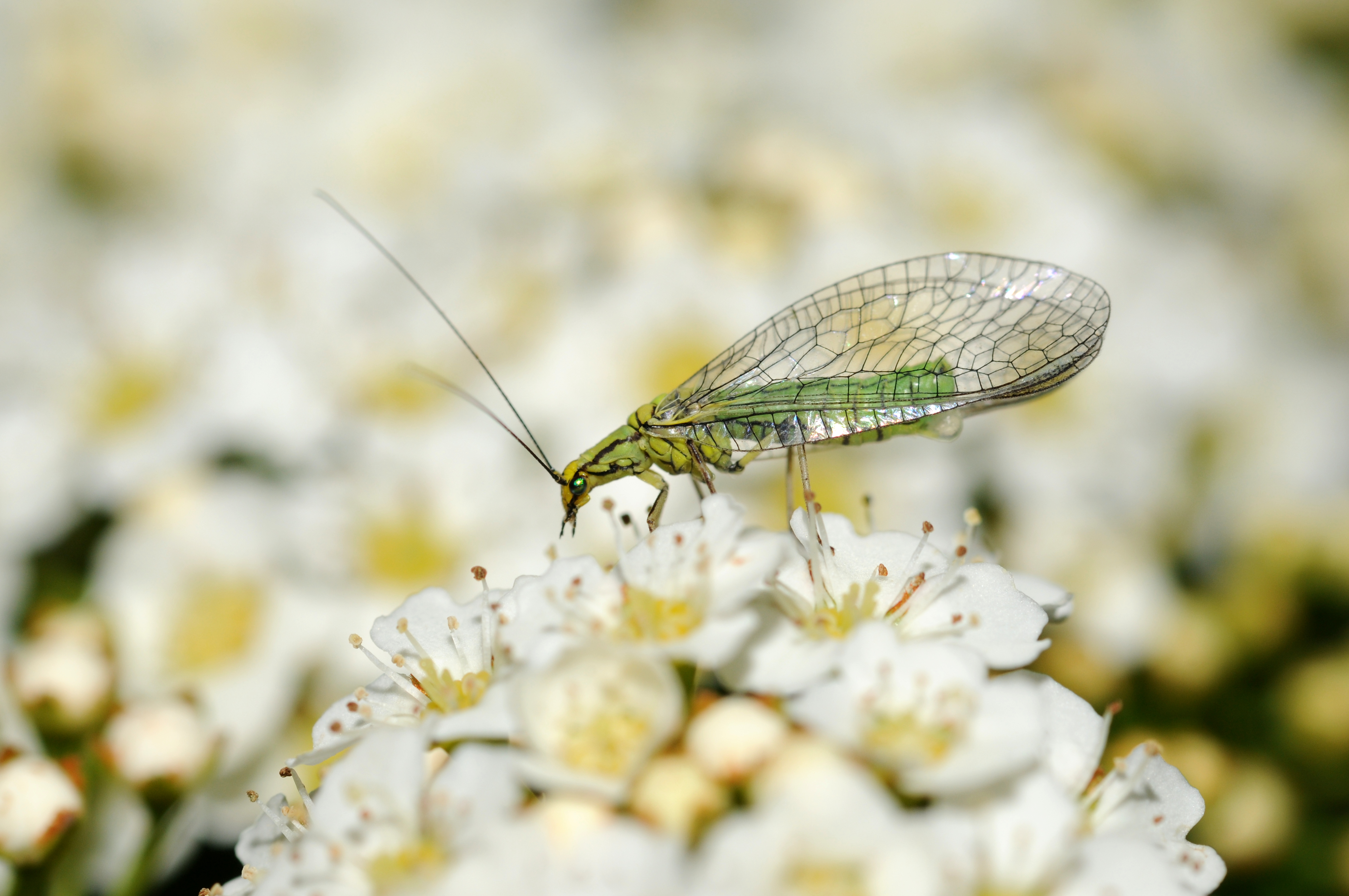
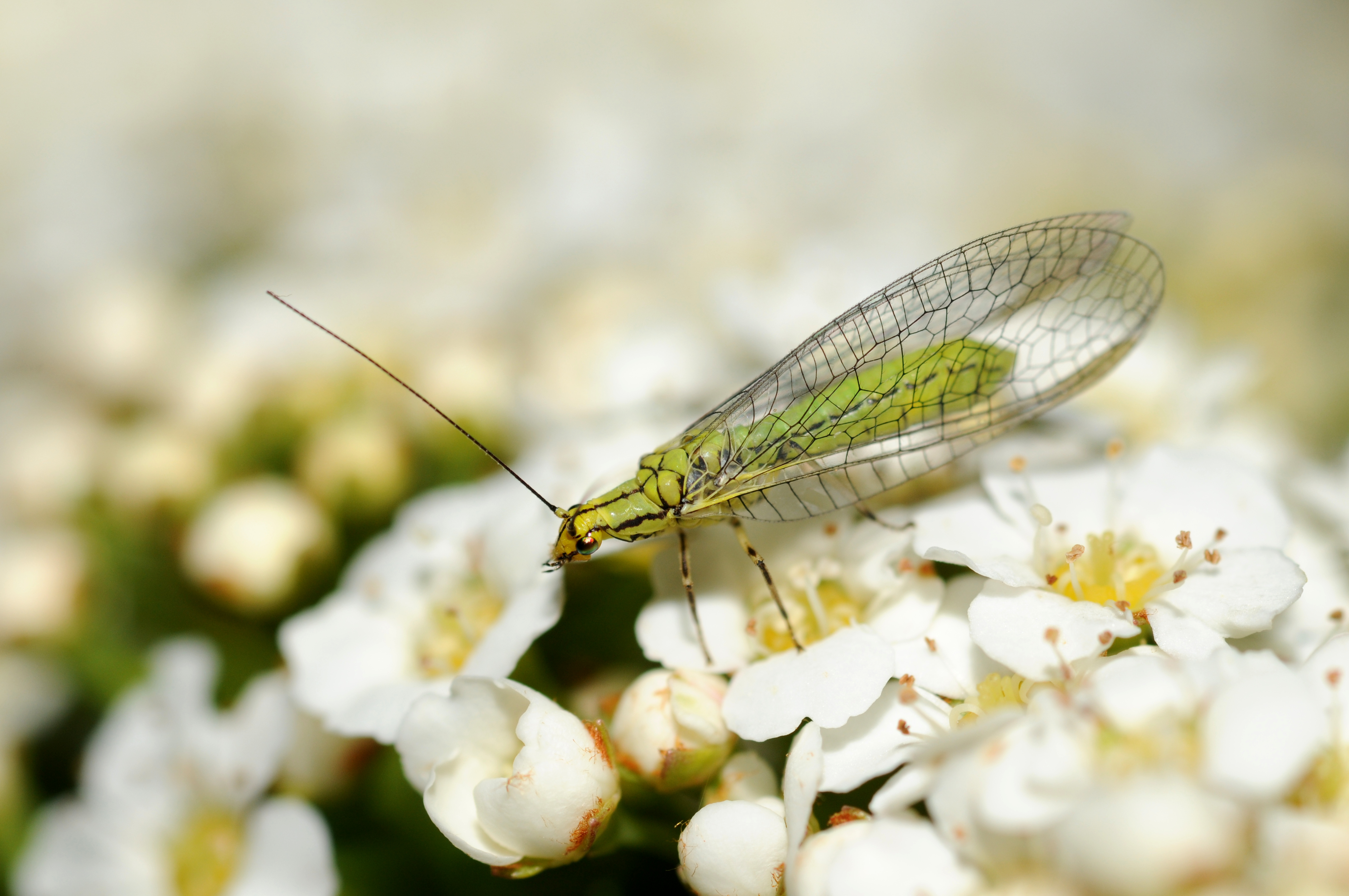
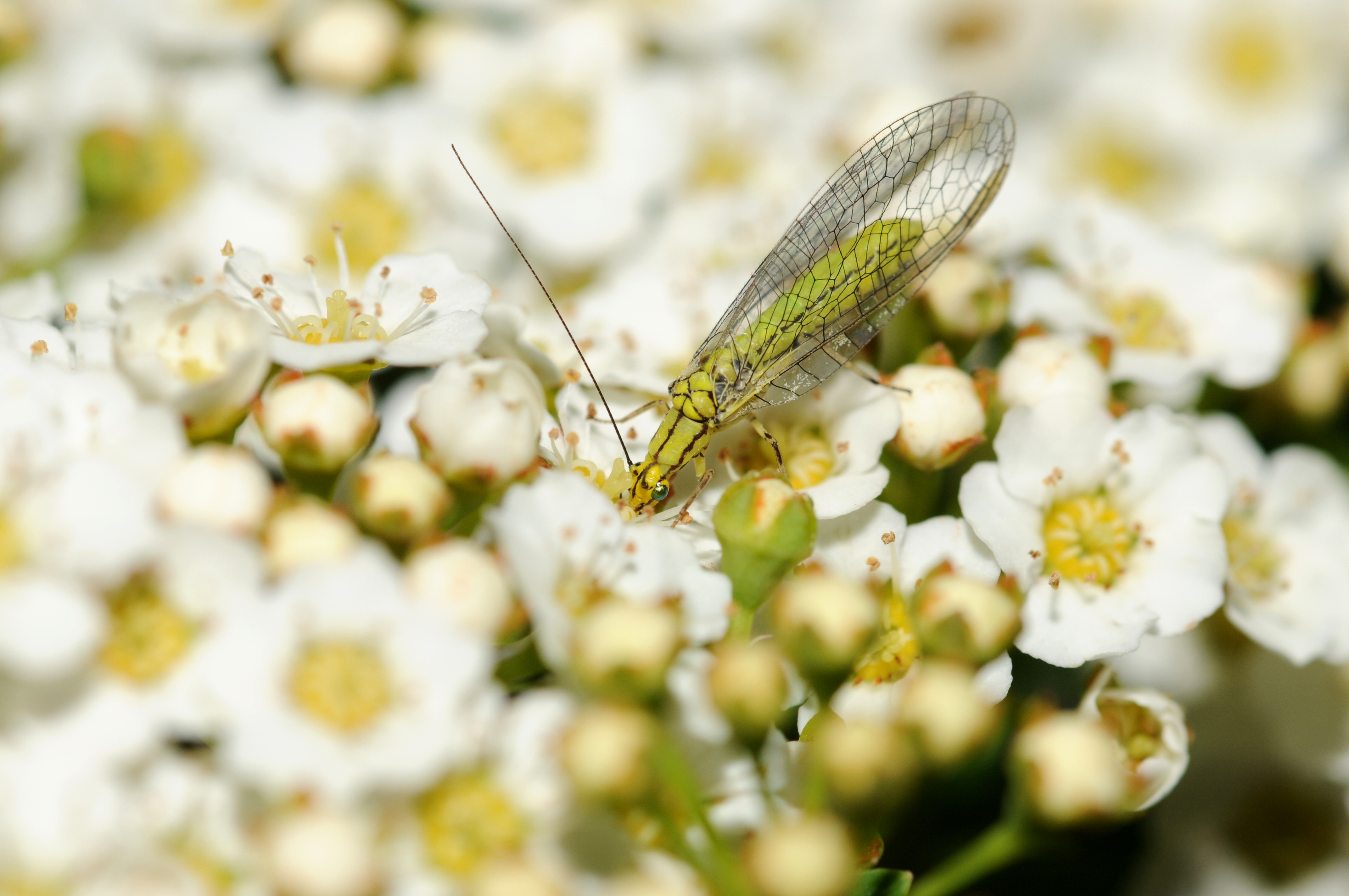